# هانا ماري روتشيلد
هانا ماري روتشيلد(بالإنجليزية: Hannah Mary Rothschild)‏ (مواليد 22 مايو 1962) كاتبة بريطانية ومخرجة ومنتجة أفلام وثائقية. تعمل في مجالس إدارة المنظمات المختلفة. في أغسطس 2015، أصبحت رئيسة مجلس أمناء المعرض الوطني في لندن.

## حياتها
ولدت هانا ماري روتشيلد يوم 22 مايو 1962. وهي الابنة الكبرى ليعقوب روتشيلد وزوجته سيرينا دان روتشيلد. هي عضو في عائلة روتشيلد المصرفية. تعلمت في مدرسة سانت بول للبنات، وكلية مارلبورو وكلية سانت هيلدا، أكسفورد.

## مهنة
كانت هانا صانعة أفلام وثائقية، صنعت أفلامًا تتضمن صورًا عن فرانك أورباخ، وولتر سيكرت، ور. بي. كيتاج، وقيم بي بي سي للقيم النسبية. لسلسلة Storyville لهيئة الإذاعة البريطانية وإتش بي أو أنتجت The Jazz Baroness (2008) عن خالتها العظيمة بانيونيكا دي كونيغسوارتر وهاي سوسايتي (2009). وتبعه فيلم وثائقي على الهواء. ماندلسون (2010) يخص وزير الأعمال البريطاني السابق بيتر ماندلسون في الفترة التي سبقت الانتخابات العامة 2010.
بالإضافة إلى فيلمها الوثائقي Storyville حول عمتها العظيمة، وراعي الجاز Pannonica de Koenigswarter، وسيرة Rothchild، وThe Baroness: The Search for Nica the Rbellschild Rebellious Rothschild، تم نشرها بواسطة فيراغو في عام 2012. قبل بضع سنوات، فيلم Nicaو،The Jazz Baroness ، تم بثه بواسطة BBC Radio 4 في 12 فبراير 2008.
تم نشر رواية روتشيلد الأولى بعنوان «احتمال الحب»، التي تم وضعها في تجارة الفن في مايو 2015.قالت صحيفة الجارديان «إن تصويرها لعالم الفن النادر يمسك». تم ترشيح الكتاب لجائزة بايليز وكانت فائزة مشتركة بجائزة Bollinger Everyman Wodehouse.
ألقت هانا محاضرات حول الفن والأدب في معهد غيتي، وكورتول، والأكاديمية الملكية للفنون، ومهرجان هاي وكتابات للعديد من المنشورات، بما في ذلك ذي تايمز، وديلي تلغراف، وفانيتي فير، ومجلة فوغ، وذا سبكتاتور وبازار.
وهي مديرة غير تنفيذية لشركة RIT Capital Partners وشركة Windmill Hill Asset Management.

## الإحسان
في عام 2009، أصبحت أحد أمناء المعرض الوطني في لندنوأصبحت وصية اتصال للمعرض تيت في عام 2013.في أغسطس 2015، أصبحت أول امرأة ترأس مجلس إدارة المعرض الوطني. في عام 2017، تم تمديد فترة ولايتها أربع سنوات.
وهي أيضا عضو في مجلس أمناء مؤسسة روتشيلد، وهي مؤسسة خيرية مسجلة،والتي تشمل أنشطة الحفاظ على وادسون مانور في باكينجهامشير نيابة عن صاحبها، ومؤسسة التراث القومي.
كانت هانا في السابق وكيلا في معرض وايت تشابل ومعرض ICA. وشاركت في تأسيس مؤسسة Artists on Film الخيرية.

## الحياة الشخصية
في عام 1994، تزوجت ويليام لورد بروكفيلدولديها ثلاث بنات منه، لكنهما تطلقا منذ ذلك الحين.

## العنوان والأساليب
- 22 مايو 1962 - 20 مارس 1990: الآنسة هانا ماري روتشيلد
- 20 آذار / مارس 1990 - الآن: الأونرابل هانا ماري روتشيلد

## وصلات خارجية
- الموقع الرسمي
- Biography at Rothschild Archive
- هانا ماري روتشيلد على موقع IMDb (الإنجليزية)
- هانا ماري روتشيلد على موقع قاعدة بيانات الفيلم (الإنجليزية)
- Clare Geraghty, "Emotional ties with writer and director Hannah Rothschild", ديلي ميل, 29 April 2012.